# Enhydrosoma sordidum
Enhydrosoma sordidum is een eenoogkreeftjessoort uit de familie van de Cletodidae. De wetenschappelijke naam van de soort is voor het eerst geldig gepubliceerd in 1926 door Monard.